# Lomtjärnen (Grundsunda socken, Ångermanland)
Lomtjärnen är en liten våtmark i Örnsköldsviks kommun i Ångermanland och ingår i Gideälven-Idbyåns kustområde.